# Nathan Isgur
Nathan Isgur (* 24. Mai 1947 in South Houston, Texas; † 24. Juli 2001) war ein kanadisch-US-amerikanischer theoretischer Physiker.
Isgur wuchs in South Houston auf und studierte zunächst Biologie mit einem Stipendium am Caltech, wo er zur Physik wechselte und 1968 seinen Bachelorabschluss machte. Während der Arbeit für seine Promotion an der Universität Berkeley erhielt er einen Einberufungsbescheid im Vietnamkrieg, vor dem er nach Kanada auswich. Er promovierte 1974 an der Universität Toronto bei Robert E. Pugh. Er nahm die kanadische Staatsbürgerschaft an und konnte nach der General-Amnestie unter Präsident Jimmy Carter wieder in die USA einreisen. 1976 wurde er Assistant Professor und danach Professor in Toronto. Er war in den 1980er Jahren einer der Leiter des kanadischen Beitrags für den geplanten Elektronen-Speicherring CHEER am Fermilab, der dann aber zugunsten des Tevatron aufgegeben wurde. 1990 ging er wieder in die USA, wo er die Theoriegruppe am Jefferson Lab (mit dem Beschleuniger CEBAF bei Newport News) aufbaute und leitete. Gleichzeitig wurde er Professor am College of William and Mary in Williamsburg (Virginia). 1996 wurde bei ihm Knochenkrebs diagnostiziert, woran er fünf Jahre später starb.
Ab der Mitte der 1970er Jahre arbeitete er über Quarkphysik, speziell angeregter Baryonen in einem nichtrelativistischen Quarkmodell mit QCD-Korrekturen, häufig in Zusammenarbeit mit Gabriel Karl von der kanadischen University of Guelph. Mit Mark Wise entwickelte er eine QCD Näherung für schwere Quarks, die effektive Theorie schwerer Quarks (Heavy Quark Effective Theory, HQET), mit der Zerfälle von Hadronen mit solchen schweren Quarks (wie Charm, Bottom, Top) berechenbar wurden.
Isgur war Mitglied der Royal Society of Canada und Fellow der American Physical Society. Er erhielt den Herzberg Prize und die Rutherford Medal. 2001 erhielt er mit Mark Wise und Michail Woloschin den Sakurai-Preis.